# Raymond Davis junior

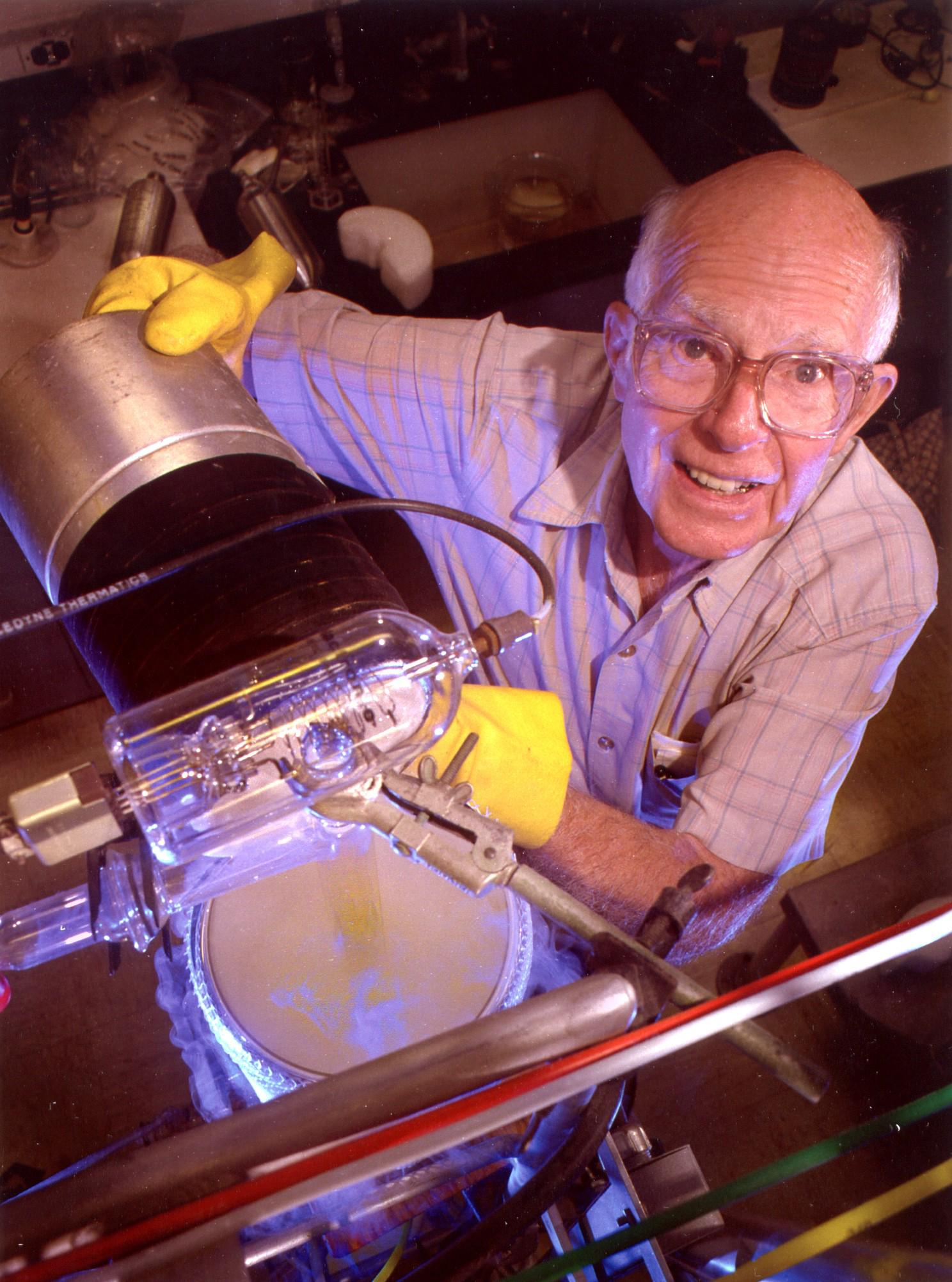
Raymond Davis Jr.

Raymond Davis Jr. (* 14. Oktober 1914 in Washington, D.C.; † 31. Mai 2006 in Blue Point, New York) war ein US-amerikanischer Chemiker und Physiker, der 2002 mit dem Nobelpreis für Physik „für bahnbrechende Arbeiten in der Astrophysik, insbesondere für den Nachweis kosmischer Neutrinos“ ausgezeichnet wurde.

## Leben
Raymond Davis wurde als Sohn eines Fotografen und seiner Frau Ida Rogers Younger am 14. Oktober 1914 in Washington D.C. geboren. Durch den Einfluss seines Vaters, der am National Institute of Standards and Technology arbeitete und später Leiter des Bereichs Fotografische Technik wurde, obwohl er die High School nicht beendet hatte, begann er schon früh eigene Experimente und Gerätschaften zu entwickeln.
Nach dem Besuch öffentlicher Schulen in Washington schloss er sein Studium der Chemie an der University of Maryland 1938 mit dem Diplom ab. Nach einem Jahr bei Dow Chemical in Midland, Michigan, ging er wieder zurück an die Universität in Maryland, 1942 promovierte er an der Yale University in Physikalischer Chemie und trat als Reserveoffizier in die Armee ein. Die folgenden Jahre verbrachte er vor allem im Dugway Proving Ground in Utah mit der Beobachtung von Tests mit chemischen Waffen. Nach seiner Entlassung aus der Army 1945 arbeitete er bei Monsanto Chemical in Miamisburg (Ohio) an radiochemischen Methoden, die für die Atomenergiekommission von Interesse waren. Im Frühjahr 1948 ging er ans Brookhaven National Laboratory (BNL), das für die Entwicklung ziviler Anwendungen der Atomenergie neu gegründet worden war. Dort traf er auch seine Frau Anna Torrey, die in der Biologieabteilung des BNL beschäftigt war, die beiden heirateten Ende 1948. Sie haben fünf Kinder, Andrew, Martha Kumler, Nancy Klemm, Roger und Alan. Er verabschiedete sich 1984 vom BNL und ging als Professor an das Department of Physics and Astronomy der University of Pennsylvania in Philadelphia.

## Werk
Davis bekam beim BNL keine feste Aufgabe zugewiesen, sondern er konnte sich ein Gebiet seiner Wahl aussuchen – er entschied sich für die Neutrinophysik. Neutrinos existierten zu dieser Zeit nur als theoretisches Postulat, experimentelle Arbeiten dazu gab es noch nicht – es war somit ein ideales Betätigungsfeld, um seine Erfahrungen in der Radiochemie einzubringen.
Sein erstes Experiment war die Umsetzung einer Idee von Bruno Pontecorvo aus dem Jahre 1946 zum Nachweis der in einem Kernreaktor entstehenden Neutrinos mit der Reaktion 37Cl + ν → 37Ar + e. Zu diesem Zweck baute er am Forschungsreaktor des BNL einen 1000-Gallonen-Tank mit Kohlenstofftetrachlorid, 1955 einen größeren in der Nähe eines Reaktors in der Savannah River Site. Diese Experimente verliefen jedoch negativ. Später stellte sich heraus, dass das zu dieser Zeit favorisierte Postulat der Identität von Neutrinos und Antineutrinos falsch war – es konnte deshalb kein Nachweis gelingen, da im Reaktor Antineutrinos erzeugt werden, während die Nachweisreaktion auf Neutrinos sensitiv ist. Bemerkenswert ist jedoch, dass Davis eine 20-fach höhere Empfindlichkeit für den Neutrinofluss erreicht hatte als sie 1956 zum experimentellen Nachweis der Reaktor-Neutrinos durch Frederick Reines, der dafür den Physiknobelpreis 1995 erhielt, und Clyde L. Cowan notwendig waren.
Im Anschluss an die Savannah-Experimente wandte er sich dem Problem der Sonnenneutrinos zu, einem Thema, das ihn zeit seines Lebens beschäftigen sollte. Hierzu baute er eine Pilotanlage in der Barberton-Limestone-Mine in der Nähe von Akron, Ohio. In den 1960ern baute er in der Homestake-Goldmine in Lead, South Dakota, in etwa 1400 Meter Tiefe einen 100.000-Gallonen-Tank mit Perchlorethylen. Obwohl die ersten Messungen ergebnislos blieben, verfeinerte er die Messtechniken so weit, dass er um 1970 erstmals Sonnenneutrinos nachweisen konnte. Der gemessene Fluss lag jedoch nur bei etwa einem Drittel des von John N. Bahcall postulierten Flusses – das Sonnenneutrinoproblem sollte für die folgenden Jahre die Theoretiker und Experimentatoren beschäftigen und erst durch die Entdeckung der Neutrinooszillationen gelöst werden.

## Würdigung
Davis war zeit seines Lebens ein Einzelkämpfer, der durch seine Arbeit die Grundlagen der modernen Neutrinophysik gelegt hat. Dies gelang ihm weniger durch seine Ergebnisse als durch seinen kompromisslosen Kampf, das „Unmessbare“ zu messen. Er überzeugte die Fachwelt durch die Demonstration einer zuverlässigen Messbarkeit auch von Reaktionsraten mit wenigen Ereignissen pro Monat. Erst durch seine Messungen gewannen auch andere Forscher Vertrauen in die Machbarkeit und konzipierten Experimente wie das SNO, GALLEX oder Super-Kamiokande. Damit konnte das Tor zu einer „neuen“ Physik jenseits des akzeptierten Standardmodells geöffnet werden.
Für seine Leistungen wurde er 2002 zusammen mit Masatoshi Koshiba mit der Hälfte des Nobelpreises für Physik ausgezeichnet, die andere Hälfte ging an Riccardo Giacconi.
Davis war zum Zeitpunkt der Verleihung 88 Jahre alt und war bis 2018 der älteste Mensch, der je einen Nobelpreis bekommen hat.

## Auszeichnungen
- Boris-Pregel-Preis, New York Academy of Sciences (NYAS), 1957
- Comstock-Preis für Physik, United States National Academy of Sciences (NAS), 1978
- Ernennung zum Mitglied der National Academy of Sciences, 1982
- Ernennung zum Mitglied der American Academy of Arts and Sciences, 1985
- Tom-W.-Bonner-Preis für Kernphysik, American Physical Society (APS), 1988
- Ehrendoktor, University of Pennsylvania (Penn), 1990
- Panofsky-Preis, American Physical Society (APS), 1992
- Beatrice-M.-Tinsley-Preis, American Astronomical Society (AAS), 1995
- George-Ellery-Hale-Preis, American Astronomical Society (AAS), 1996
- Ehrendoktor, Laurentian University, 1997
- Bruno-Pontecorvo-Preis, Joint Institute for Nuclear Research (JINR), Dubna, 1999
- Wolf-Preis, Wolf Foundation, 2000
- Ehrendoktor, University of Chicago, 2000
- National Medal of Science, 2001
- Nobelpreis für Physik, 2002